# Великі карі очі (фільм)
«Великі карі очі (англ. Big Brown Eyes)» — американська кримінальна комедія 1936 року режисера Рауля Волша з Кері Грантом, Джоан Беннетт і Волтером Піддженом у головних ролях. Його спродюсував Уолтер Ванґер і розповсюдив Paramount Pictures.

## Сюжет
У фільмі поліцейський Денні Барр (Грант) переслідує грабіжників коштовностей. Його дівчина Єва Феллон (Беннетт) спочатку працює майстром манікюру, але швидко влаштовується репортером, допомагаючи в боротьбі з викрадачами коштовностей. Феллон і Барр відчувають огиду, коли одного члена банди коштовностей виправдовують після вбивства дитини в Центральному парку, і обидва залишають свої роботи. Невдовзі після цього Феллон пощастило під час манікюру, і справу було розкрито.

## У ролях
- Кері Грант — сержант Денні Барр
- Джоан Беннет — Єва Феллон
- Уолтер Піджен — Річард Морі
- Ллойд Нолан — Расс Кортіг
- Алан Бакстер — Кері Батлер
- Марджорі Гейтсон — місіс Чеслі Коул
- Ізабель Джуелл — Бессі Блер
- Дуглас Фаулі — Бенджамін «Бенні» Батл
- Генрі Брендон — Дон Батлер
- Джо Сойєр — Джек Скаллі